# La Canova (les Preses)
La Canova és una masia al terme de les Preses (Garrotxa). Es tracta d'un edifici civil amb teulada a dos vessants, fet amb pedra volcànica. En una dovella de la porta de l'entrada, molt modificada, hi ha inscrit el nom de "CANOVA". A la banda dreta de la casa hi ha una finestra d'estil gòtic. A la façana posterior, molt irregular, hi ha una llinda datada l'any 1747. Davant hi ha una cabana i una era de batre. A la façana esquerra hi ha un cos més modern amb una galeria i un balcó de fusta que proporciona una major harmonia a la casa. En un angle de la façana principal hi ha una escultura de la Verge del Tura realitzada per l'escultor Vila l'any 1966. A l'interior es conserva un foc a terra i el forn. La manca de documentació sobre la casa, podria ser degut a un canvi de denominació. La seva antigor és, però, ben patent pels elements gòtics que hi ha i la data de les successives restauracions del segle xviii.